# Comair
Comair (укр. Комейр) — регіональний авіаперевізник США, повністю дочірня структура авіакомпанії Delta Air Lines. Штаб-квартира авіакомпанії знаходиться в окрузі Бун (Кентуккі), США , головні хаби — Міжнародний аеропорт Цинциннаті/Північний Кентуккі і Міжнародний аеропорт імені Джона Кеннеді в Нью-Йорку.
Comair є однією з найбільших регіональних авіакомпаній світу з щорічним доходом більше 1 мільярда доларів США. Експлуатований флот складається тільки з літаків Bombardier CRJ канадської фірми Bombardier з пасажирської місткістю до ста осіб. Працюючи під брендом Delta Connection Comair здійснює внутрішні та міжнародні перевезення в міста Сполучених Штатів Америки, Канади, Мексики і Багамських островів .
Наприкінці 2006 року Comair відкрила другий хаб в нью-йоркському Міжнародному аеропорту імені Джона Кеннеді (JFK). Перевантаженість аеропорту Кеннеді, брак інфраструктурних потужностей з обслуговування літаків і пасажирів стали основними причинами переміщення Comair на останню сходинку у рейтингу пунктуальності великих авіакомпаній США за даними на кінець 2006 року. Згідно з проведеним у 2008 році опитуванням Comair, на думку американців, є самою непунктуальною авіакомпанією країни, за даними статистики тільки 70% її регулярних рейсів вчасно прибувають в аеропорти призначення.
Протягом 2007 року Comair закрила свої транзитні вузли в аеропорту Грінсборо (Північна Кароліна) і другий раз у Міжнародному аеропорту Орландо (Флорида), при цьому маршрутна мережа була передана батьківського авіакомпанія Delta Air Lines іншим регіональним перевізникам Atlantic Southeast Airlines (дочірня структура холдингу SkyWest Inc.) і Chautauqua Airlines (дочірня структура холдингу Republic Airways Holdings). На початку 2008 року Delta Air Lines оголосила про плани по скороченню всіх внутрішніх рейсів Comair на 4-5% з виведенням з експлуатації від 8 до 14 літаків Bombardier CRJ. У березні 2008 року ціна бареля нафти досягла 110 доларів США і було заявлено про подальше скорочення внутрішніх маршрутів авіаперевезень Comair.

## Історія

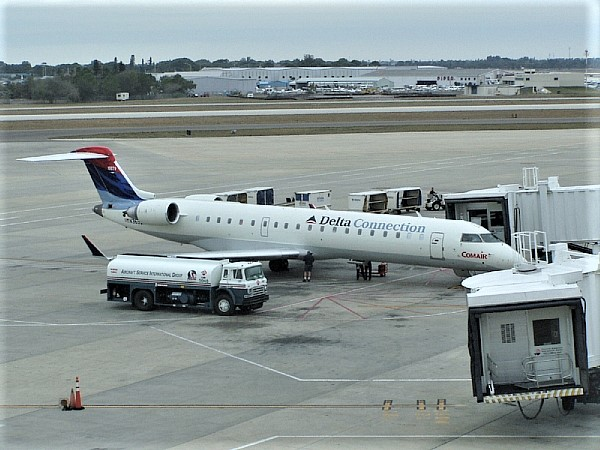
CRJ-700 авіакомпанії Comair в Міжнародному аеропорту Сарасота-Брадентон

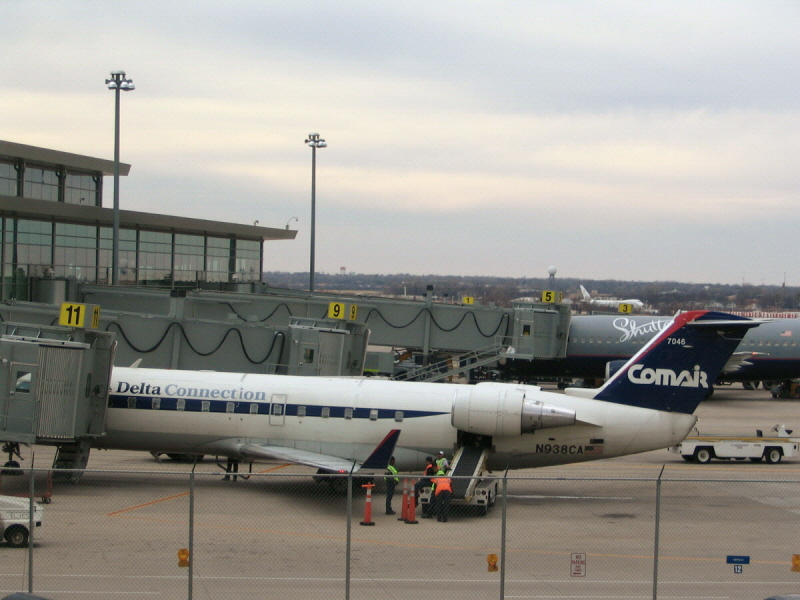
В аеропорту імені Вілла Роджерса, Оклахома (колишньої лівреї «Comair»)

Авіакомпанія Comair була заснована в березні 1977 року Патріком Дж. Соверсом (англ. Patrick J. Sowers), Робертом Т. Трантером (англ. Robert T. Tranter), Девідом Мюллером (англ. David Mueller) і його батьком Реймондом (англ. Robert Mueller). Регулярні рейси відкрилися в квітні 1977 року і спочатку виконувалися на двох літаках Пайпер ПА-31 Навахо, штаб-квартира компанії перебувала в Цинциннаті. У 1984 році Comair отримала право використання бренду Delta Connection, липня 1986 року авіакомпанія Delta Air Lines придбала 20% власності Comair, а 22 жовтня 1999 році повністю викупила її за більш, ніж два мільярди доларів США .
26 березня 2001 року льотний склад Comair оголосив безстроковий страйк, були скасовані всі рейси авіакомпанії та припинено наземне обслуговування її літаків. Страйк тривала 89 днів і була завершена лише після підписання нового трудового договору з колективом авіакомпанії.
Comair знову привернула до себе увагу всієї країни напередодні Різдвяних свят 2004 року, скасувавши 1160 регулярних рейсів у суботу 25 та у неділю 26 грудня. Більше тридцяти тисяч пасажирів опинилися у форс-мажорній ситуації, багато з них так і не потрапили в пункти призначення до святкового часу. Причинами скасування рейсів стало поєднання двох чинників: рекордної кількості снігових опадів і недоробок в програмному забезпеченні планування польотів авіакомпанії. В ніч з 23 на 24 грудня 2006 року область Цинциннаті потрапила під сильний удар снігової бурі, була закрита автомагістраль до аеропорту, припинилася доставка авіаційного палива і авіакомпанія була змушена скасувати всі рейси п'ятниці 24 грудня. Після отримання всього необхідного в ніч з 24 на 25 грудня авіакомпанія почала запуск комп'ютерної системи планування польотів, який завершився фатальним збій у програмному забезпеченні, що в результаті і призвело до масового скасування рейсів Comair.
14 вересня 2005 року Delta Air Lines подала відповідно до 11-ї глави Кодексу США про банкрутство заявку на банкрутство самої авіакомпанії разом зі своїми дочірніми підрозділами. У ході проведення процедури банкрутства авіакомпанія Comair справила скорочення витрат в обсязі понад 70 мільйонів доларів в рік, в основному за рахунок зменшення кількості експлуатованих літаків, зниження числа рейсів і скорочення заробітної плати персоналу авіакомпанії.
25 травня 2007 року Comair оголосила про плановану заміну 14 літаків CRJ-100 на аналогічну кількість сучасних лайнерів CRJ-900 для подальшої роботи нового парку під брендом Delta Connection.
10 лютого 2009 року Delta Air Lines заявила про об'єднання підрозділів наземного обслуговування літаків авіакомпаній Comair, Mesaba Airlines і Compass Airlines в єдине для цих компаній підрозділ Regional Handling Services (RHS), яке почне свою діяльність з 3 кварталу 2009 року. Компанія RHS буде займатися наданням всього спектру послуг, бронювання авіаквитків до видачі багажу пасажирам.

## Флот

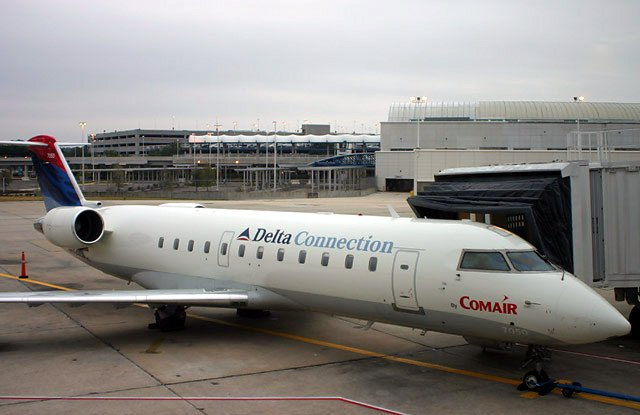
CRJ-100ER авіакомпанії Comair

Флот Comair складається з наступних авіалайнерів: